# Repressão da pesquisa científica na União Soviética
A repressão da pesquisa científica na União Soviética refere-se a áreas científicas que foram banidas na União Soviética. Todas as ciências humanas e sociais foram  testadas rigorosamente para se adequarem ao materialismo histórico. Esses testes foram acusados de servirem como disfarce para a repressão política, com o objetivo de aterrorizar cientistas envolvidos em pesquisas rotuladas como "idealistas" ou "burguesas".
Em vários casos, as consequências das influências ideológicas foram dramáticas. A supressão de pesquisas começou durante o período de Stalin e continuou depois do seu regime.
Determinados campos da ciência foram reprimidos, principalmente depois de serem rotulados como ideologicamente incorretos.